# Phoroncidia rotunda
Phoroncidia rotunda là một loài nhện trong họ Theridiidae.
Loài này thuộc chi Phoroncidia. Phoroncidia rotunda được Eugen von Keyserling miêu tả năm 1890.